# Комов, Иван Михайлович
Иван Михайлович Комов (1750—1790) — русский агроном, профессор.

## Биография
Родился в 1750 году в семье священника. 
После завершения в 1768 году Славяно-греко-латинской академии был послан в Санкт-Петербургскую академию наук и в течение семи лет участвовал в экспедиции академика С. Г. Гмелина по юго-восточным районам России и по Кавказу. После смерти Гмелина возглавил экспедиционный отряд. По возвращении в июле 1775 года подал прошение об увольнении из Академии.
В течение года, до июня 1776 года преподавал историю, географию и риторику в Инженерном шляхетном кадетском корпусе.
Был послан в Англию для изучения земледелия; на протяжении восьми лет слушал лекции А. Юнга. Затем состоял профессором земледелия и других наук и помощником московского директора экономии. В 1785 году указом Екатерины II в чине титулярного советника И. М. Комов был назначен помощником директора Московской казённой палаты.
Жил в Москве на Малой Крутицкой Певчей улице у Яузских ворот. Умер в 1790 году, по другим данным - в 1792 году. Похоронен на кладбище Новоспасского монастыря.

## Труды
Автор сочинений:
- «О земледельных орудиях» (1785; 2-е изд. 1791; 3-е изд. 1879);
- «О земледелии» (2 издания: 1788, 1789).